# Armadillidium vulgare
Armadillidium vulgare är en kräftdjursart som först beskrevs av Pierre André Latreille 1804.  Armadillidium vulgare ingår i släktet Armadillidium och familjen klotgråsuggor. Arten är reproducerande i Sverige. Utöver nominatformen finns också underarten A. v. rufobrunneus.
Arten är grå med eller utan ljusa punkter och den blir 12 till 15 mm lång. Kroppen är uppdelad i flera segment. Det finns 14 ben som är ordnade i par. Exemplar som känner sig hotade rullar ihop sig med den hårda skalen på utsidan.
Armadillidium vulgare hittas vanligen i lövskiktet. Den äter föruttnande trä och blad. Populationen i Nordamerika introducerades und 1800-talet från Medelhavsregionen.

## Bildgalleri

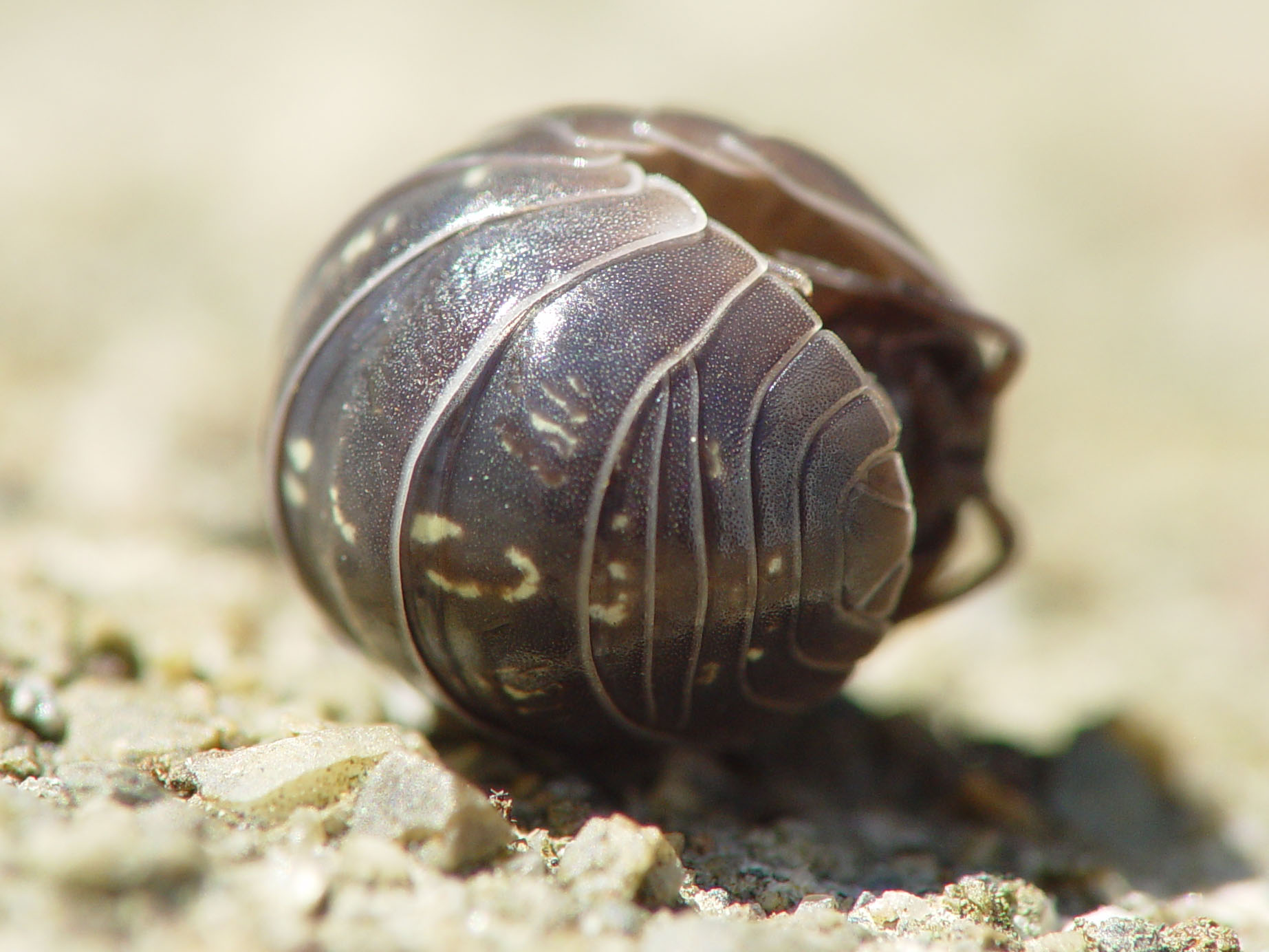
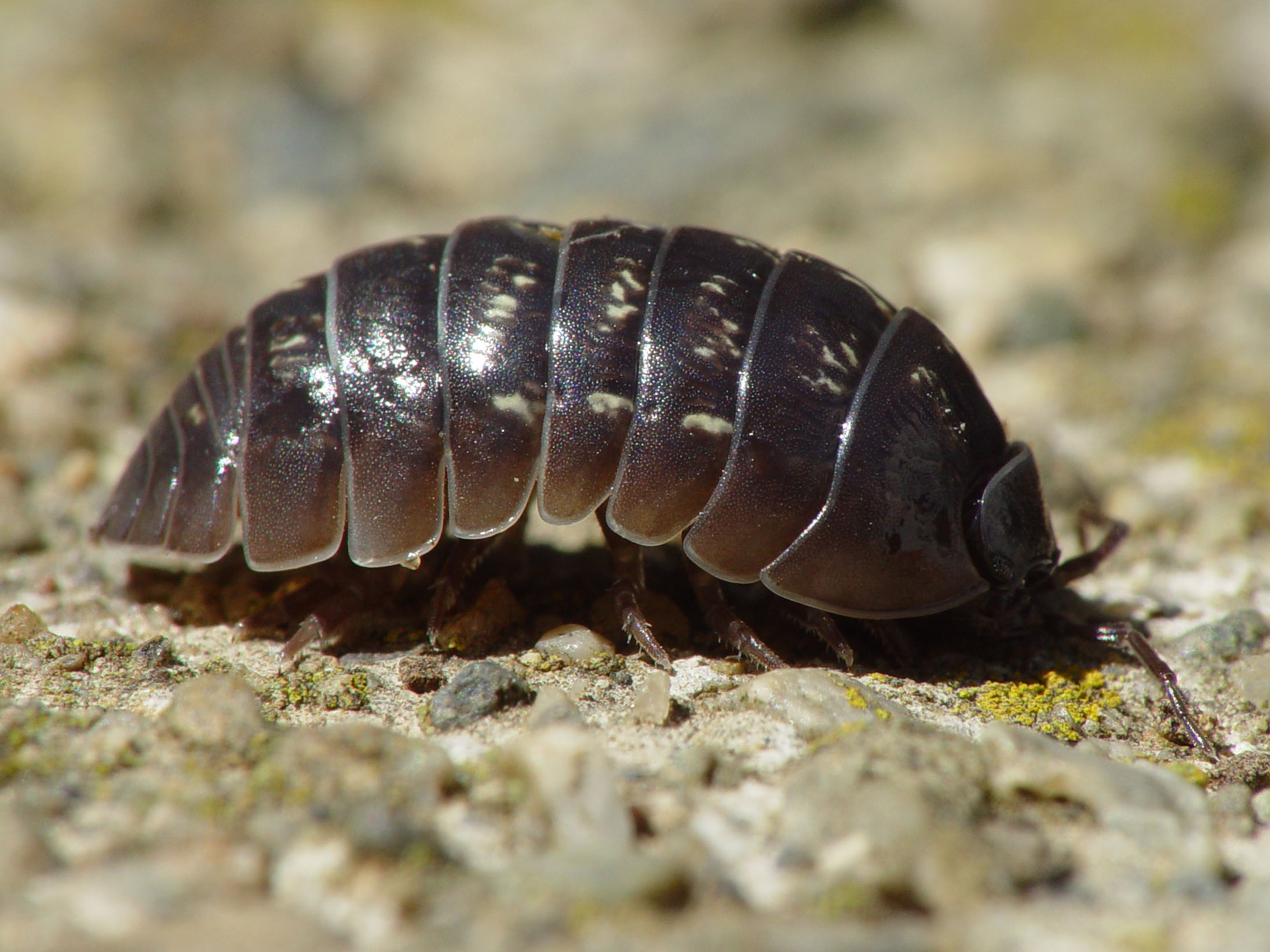
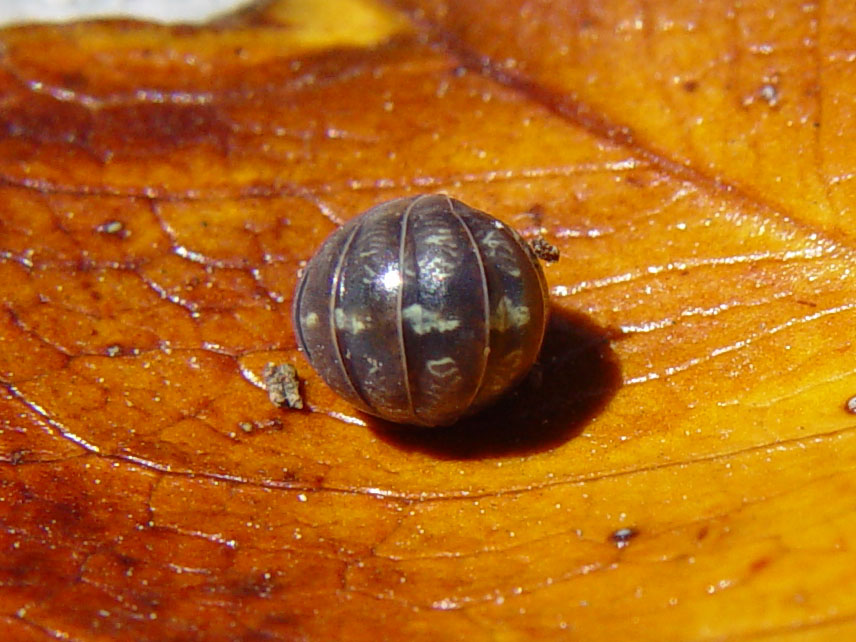
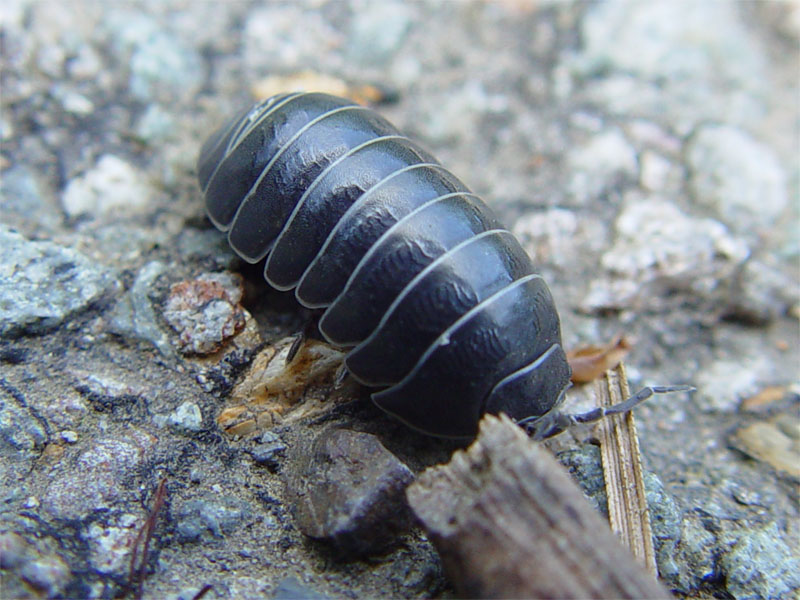
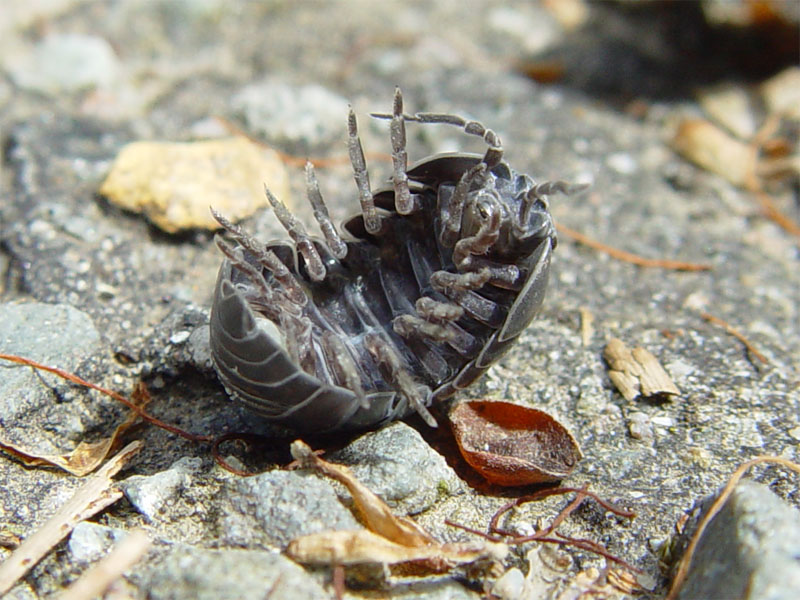
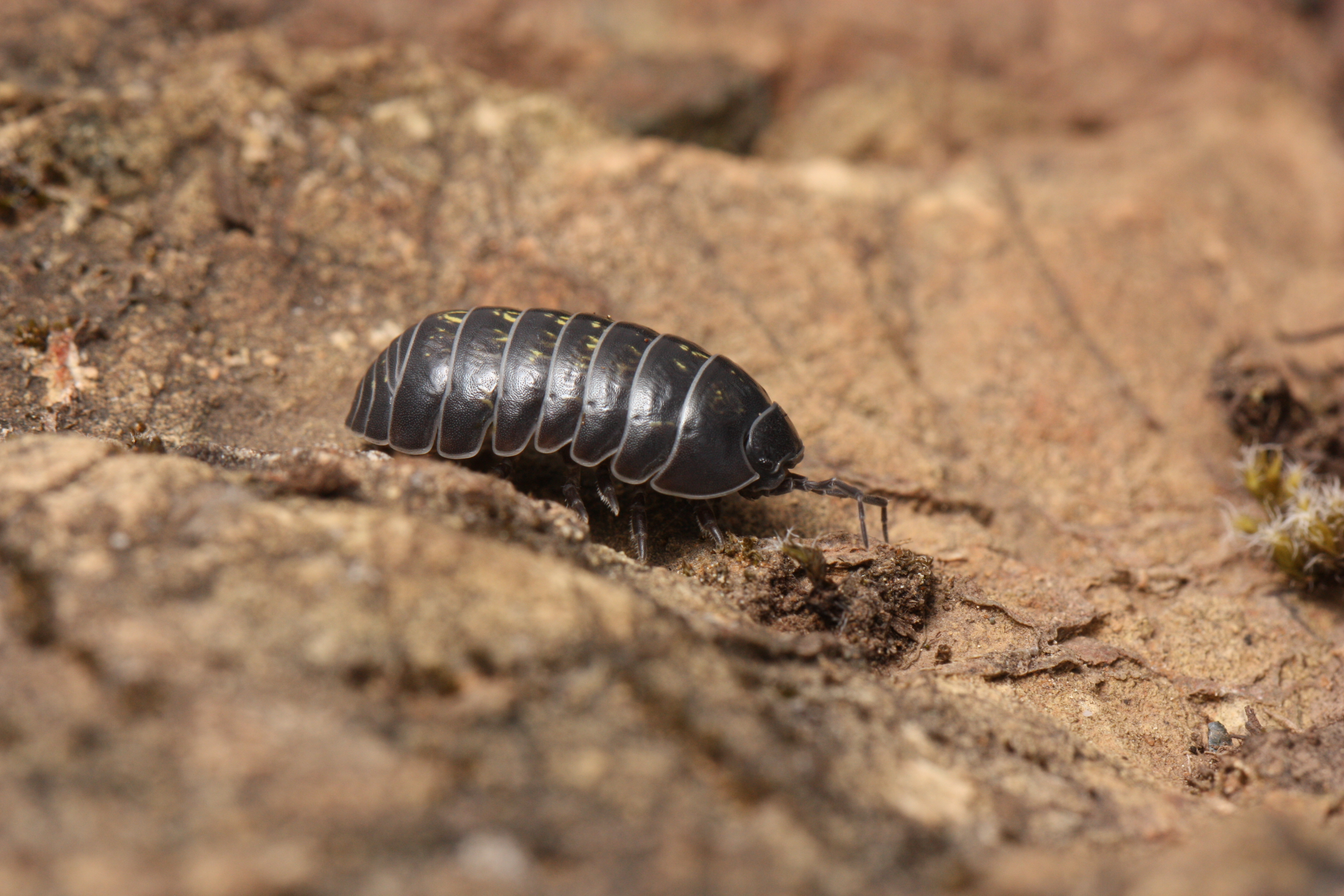